# Ketchum (Idaho)
Ketchum város az Egyesült Államokban, Idaho államban, Blaine megyében. Az állam központi részén található, a 2020-as népszámláláskor 3555 lakosa volt, szemben a 2010-es 2689-cel. A Wood River Valley-ben található Ketchum szomszédos a Sun Valley-vel, és közösségeik sok erőforráson osztoznak: mindketten ugyanabban a völgyben vannak a Kopasz-hegy alatt, amely alpesisízhető. A város vonzza a turistákat a horgászathoz, túrázáshoz, lovagláshoz, teniszhez, bevásárláshoz, művészeti galériákhoz és egyebekhez. Ketchum repülőtere, a Friedman Memorial repülőtér körülbelül 24 km-re délre Hailey-ben működik.

## Története
Eredetileg a Warm Springs bányászati negyed olvasztóközpontja volt, a várost először 1880-ban Leadville-nek nevezték el. A postahivatal úgy döntött, hogy ez túl gyakori, és átnevezte David Ketchumra, egy helyi csapdázó idegenvezetőről, aki egy évvel korábban bányajogot szerzett a medencében. A kohók az 1880-as években épültek, a Philadelphia Smelter a Warm Springs Roadon található, és nagy mennyiségű ólmot és ezüstöt dolgozott fel körülbelül egy évtizeden keresztül.
Miután a bányászati fellendülés az 1890-es években alábbhagyott, a déli juhászok nyáron Ketchumon keresztül északra hajtották nyájukat, hogy a Pioneer-, Boulder- és Sawtooth -hegység magasabban fekvő területein legeljenek. 1920-ra Ketchum a legnagyobb birkaszállító központtá vált Nyugaton. Ősszel hatalmas birkanyájak özönlöttek délre a város állattartó karámaiba a Union Pacific Railroad vasúti fejállomásánál, amely a shoshone-i fővonalhoz csatlakozott.
Miután 1936-ban az Union Pacific Railroad felfejlesztette a Sun Valley-t, Ketchum népszerűvé vált a hírességek körében, köztük Gary Cooper és Ernest Hemingway körében. Hemingway szerette a környéket; horgászott, vadászott, és az 1950-es évek végén vásárolt egy házat a Wood Riverre néző közeli Warm Springsben. Ott lett öngyilkos. Ő és unokája, Margaux Hemingway modell és színésznő a Ketchum temetőben vannak eltemetve. Róla nevezték el a helyi általános iskolát.
Minden Labor Day hétvégén Ketchum ad otthont a Wagon Days fesztiválnak, egy tematikus karneválnak, ahol Old West kocsivonatok, keskeny érckocsik felvonulása látható.

## Érdekességek
- Clint Eastwood Pale Rider (1985) című filmjét részben a Ketchum melletti Boulder-hegységben forgatták.[5]
- Ketchumra hivatkozik a Boygenius indie rockbanda "Ketchum, ID" című száma.[6]

## Földrajza
Ketchum tengerszint felett 1784 méteres magasságban fekszik.
Az Egyesült Államok Népszámlálási Hivatala szerint a város teljes területe 7,98 km², ebből 7,9 km² szárazföld és 0,08 km² vízfelület. Két hegyi patak, a Trail Creek és a Warm Springs Creek azonban csatlakoznak a Big Wood folyóhoz Ketchumban.

### Éghajlata
A Köppen Climate Classification rendszer szerint Ketchumban meleg-nyári mediterrán kontinentális éghajlat uralkodik, az éghajlati térképeken "Dsb" rövidítéssel. A Ketchumban mért legmagasabb hőmérséklet 36,7 °C 2002. július 13-án, míg a legalacsonyabb −43,3 °C volt 1950. február 2-án volt. 

## Demográfiai adatok
Ketchum számos vallási közösségnek ad otthont, köztük a Bigwood presbiteriánus templomának, a St. Thomas Episcopal Church-nek, a Our Lady of the Snows katolikus templomnak és a Wood River zsidó közösségnek.

### A 2010-es népszámlálás
A 2010-es népszámláláskor 2689 ember, 1431 háztartás és 583 család élt a városban. A népsűrűség 340,4 fő/km², 3564 lakóegység volt átlagosan 451,2 fő/km². A város faji összetétele 90,9%-a fehér, 0,1%-a afroamerikai, 0,1%-a indián, 1,3%-a ázsiai, 6,5%-a más fajtából és 1%-a kettő vagy több rasszból származott. A spanyol vagy latin-amerikai származásúak aránya bármely fajtában 9,1% volt.
Az 1431 háztartás 15,7%-ában élt velük 18 éven aluli gyermek, 33,2%-ában együtt élő házaspár, 5%-ában volt női házastárs férj nélkül, 2,6%-ában férfi házastárs volt feleség nélkül, és 59,3%-ban. nem családtagok voltak. A háztartások 44,1%-a egy fős, 11,5%-a pedig egy 65 éves vagy idősebb személy volt. Az átlagos háztartásméret 1,88, a családok átlagos mérete 2,63 volt.
Az átlagéletkor 44 év volt. A lakosok 14,3%-a 18 év alatti volt; 5,8%-uk 18 és 24 év közötti volt; 31,4% 25 és 44 közötti volt; 32,3% 45 és 64 közötti volt; és 16,3%-uk volt 65 éves vagy idősebb. A város nemi összetétele 52%-a férfi és 48%-a nő volt.

### A 2000-es népszámlálás
A 2000. évi népszámláláskor 3003 ember, 1582 háztartás és 607 család élt a városban. A népsűrűség 991,4 lakos per négyzetmérföld (382,8/km2). 2920 lakóegység volt átlagosan 964,0 per négyzetmérföld (372,2/km2). A város faji összetétele 94,74%-a fehér, 0,27%-a indián, 0,57%-a ázsiai, 0,17%-a csendes-óceáni szigetlakó, 2,33%-a egyéb fajtákból és 1,93%-a két vagy több fajtából származott. Bármelyik fajta spanyol vagy latin 4,9%-a volt.
Az 1582 háztartás 14,2%-ában élt velük 18 éven aluli gyermek, 30,1%-ában együtt élő házaspár, 5,6%-ában volt női házastárs férj nélkül, 61,6%-ában pedig nem család. A háztartások 42,2%-a egy fős, 6,8%-a pedig egy 65 éves vagy idősebb személy volt. Az átlagos háztartásméret 1,9, a családok átlagos mérete 2,6 volt.
A kormegoszlás 18 év alattiak 12,5%, 18 és 24 év közöttiek 9,4%, 25 és 44 évesek között 37,6%, 45 és 64 év között 31,1%, 65 évesek és idősebbek között 9,4% volt. Az átlagéletkor 39 év volt. 100 nőre 116,2 férfi jutott. Száz 18 év feletti nőre 117,1 férfi jutott.
A háztartások átlagos jövedelme 45 457 amerikai dollár volt, a családi jövedelme pedig 73 750 dollár volt. A férfiak medián jövedelme 31 712 dollár volt, míg a nőké 27 857 dollár. A város egy főre eső jövedelme 41 798 dollár volt. A családok körülbelül 3,5%-a és a lakosság 8,9%-a volt a szegénységi küszöb alatt, beleértve a 18 év alattiak 10,9%-át és a 65 év felettiek 6,6%-át.

## Nevezetes emberek
- Melissa Arnot – hegyi vezető
- Bowe Bergdahl, az Egyesült Államok hadseregének katonája a tálibok fogságába esett
- Alan Blinken üzletember, politikai jelölt és az Egyesült Államok volt belgiumi nagykövete
- Peter Cetera, zenész és Chicago eredeti tagja
- Christin Cooper – alpesi síversenyző
- Dick Dorworth, síversenyző és edző
- Carl B. Feldbaum, író, üzletember és ügyvéd
- Richard Feldman, kerékpáros
- Dick Fosbury, magasugró
- Karl Fostvedt, szabadsíző
- Gretchen Fraser – alpesi síversenyző, az Egyesült Államok első téli olimpiai aranyérmese
- Eb Gaines üzletember és diplomata
- Scott Glenn, színész
- Frank R. Gooding, politikus; Idaho 7. kormányzója
- Ernest Hemingway – Nobel-díjas író és túrázó
- Mariel Hemingway – Oscar-díjra jelölt színésznő, Ernest Hemingway unokája
- Wendy Jaquet, az idahói képviselőház egykori tagja
- Rod Kagan, művész
- Cody Lampl, profi jégkorongozó
- Maia Makhateli, balett-táncosnő
- Steve Miller – rockzenész ("Steve Miller Band")
- Carson Palmer – Heisman Trophy-győztes és egykori NFL-focista Cincinnatiben, Oaklandben és Arizonában[11]
- William N. Panzer, televíziós és filmproducer
- Denne Bart Petitclerc újságíró és televíziós producer
- Tim Ryan – sportközvetítő
- Melvin Schwartz, Nobel-díjas fizikus
- Jim Sinegal – részév; a Costco Wholesale alapítója és egykori vezérigazgatója
- Ann Sothern, színésznő
- Clint Stennett, az idahói törvényhozás egykori tagja
- Michelle Stennett, az idahói szenátus tagja és kisebbségi vezetője
- Picabo Street – olimpiai és világbajnok síversenyző
- Ed Viesturs – az egyetlen amerikai, aki megmászta mind a 14 nyolcezer méteres csúcsot
- Adam West – színész, a tévés Batman
- Van Williams – színész
- Steve Wynn – részév; a Wynn Resorts alapítója és egykori vezérigazgatója

## Látványosságai
- Fűrészfog Botanikus Kert
- A Ketchum Sun Valley Történelmi Társaság öröksége és Símúzeum
- Sawtooth Nemzeti Rekreációs Terület
- A Sun Valley's Bald Mountain vagy "Baldy" 13 libegővel és 65 pályával rendelkezik. Területe 2054 angol hold (8,31 km2) és 3400 láb (1000 m) függőlegesen felülről lefelé.

## Különleges események

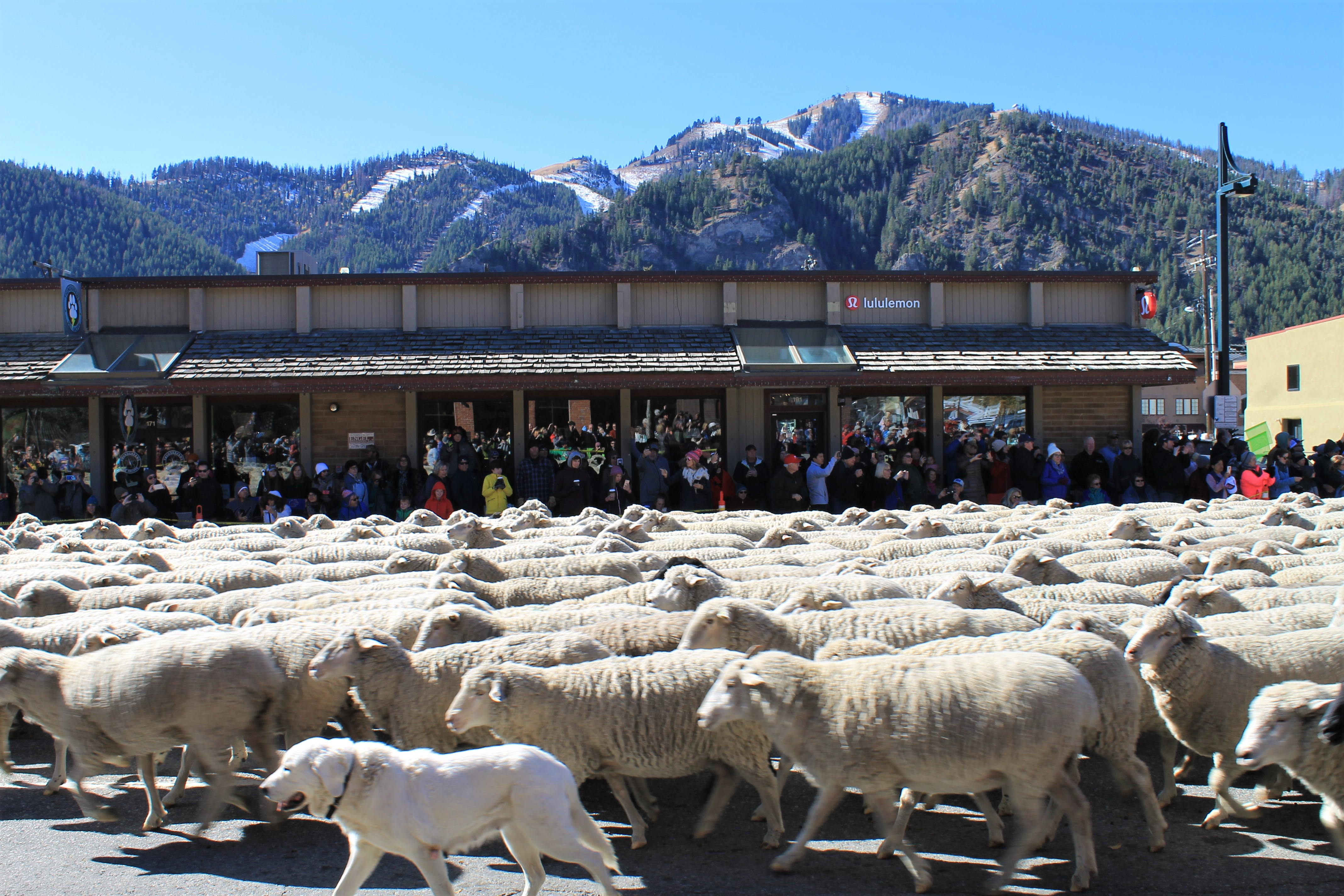
A Juhparádé 2018

- A bárány nyomában
- Ride Sun Valley Bike Fesztivál
- Sun Valley Jazz Fesztivál
- Sun Valley Nyári Szimfónia
- Vagonnapok
- Sun Valley Filmfesztivál
- TEDxSunValley

## Testvérvárosok
- Lignano Sabbiadoro, Olaszország
- Tegernsee, Németország